# Cterissa sakaii
Cterissa sakaii is een pissebed uit de familie Cymothoidae. De wetenschappelijke naam van de soort is voor het eerst geldig gepubliceerd in 1986 door L. Williams & E. Williams.